# Zac Spin
Zac Spin ist die Bezeichnung eines Stahlachterbahnmodells des Herstellers Intamin, welches erstmals 2007 ausgeliefert wurde und zur Kategorie der Spinning Coaster und der 4th-Dimension-Coaster zählt. Von Zac Spin gibt es eine 25-m- und eine 32-m-Variante, wobei damit die Schienenhöhe gemeint ist. Die Streckenlänge beträgt bei der 25-m-Variante 142 m und bei der 32-m-Variante 247 m.
Die Wagen wurden so konstruiert, dass sich die Sitze nicht auf, sondern links und rechts der Schiene befinden (siehe auch Wing Coaster). Pro Seite besteht ein Wagen aus vier Sitzen, wovon jeweils zwei Sitze nebeneinander und die anderen beiden Sitze auf der Rückseite angebracht sind. Die Wagen können dabei frei um ihre horizontale Achse rotieren. Nachdem die Wagen den vertikalen Kettenlifthill hinaufgezogen wurden, fahren sie die anschließende Strecke hinab, wobei die Strecke über keinerlei horizontale Kurven verfügt. Auf Grund der Fahrstrecke und der Möglichkeit der Wagen, frei um die horizontale Achse rotieren zu können, fangen die Wagen an sich zu überschlagen. Dadurch ist jede Fahrt unterschiedlich.

## 25-m-Variante

### Standorte
| Achterbahn                            | Betreiber          | Land                | Eröffnung      |
| ------------------------------------- | ------------------ | ------------------- | -------------- |
| Inferno                               | Terra Mítica       | Spanien             | 21. Juli 2007  |
| Inverse Time and Space Roller Coaster | Silk Road Paradise | Volksrepublik China | 2024           |
| Kirnu                                 | Linnanmäki         | Finnland            | 27. April 2007 |

## 32-m-Variante

### Standorte
| Achterbahn                         | Betreiber                         | Land                      | Eröffnung                 | Schließung        |
| ---------------------------------- | --------------------------------- | ------------------------- | ------------------------- | ----------------- |
| Insane                             | Gröna Lund                        | Schweden                  | 25. April 2009            |                   |
| Vipère Green Lantern: First Flight | La Ronde Six Flags Magic Mountain | Kanada Vereinigte Staaten | nie eröffnet 1. Juli 2011 | nie eröffnet 2017 |